# Teluk Pambang
Teluk Pambang is een bestuurslaag in het regentschap Bengkalis van de provincie Riau, Indonesië. Teluk Pambang telt 4954 inwoners (volkstelling 2010).